# 熊谷康信
熊谷 康信（くまがい やすのぶ、1977年〈昭和52年〉9月28日 - ）は、日本の政治家。宮城県登米市長（1期）、登米市議会議員（1期）。

## 来歴
宮城県登米市出身。専修大学商学部卒業。国会議員大石正光秘書を経て、2021年（令和3年）登米市議会議員に当選。1期務める。

### 2025年登米市長選挙
2025年（令和7年）3月12日付で市議を辞職した。
同年4月20日投票の登米市長選挙に無所属で立候補し、現職の熊谷盛廣ら3人を破り、初当選を果たした。なお、投票率は過去最低となった。
※当日有権者数：61,500人 最終投票率：58.94%（前回比：-pts）
| 候補者名 | 年齢 | 所属党派 | 新旧別 | 得票数       | 得票率 | 推薦・支持 |
| -------- | ---- | -------- | ------ | ------------ | ------ | ---------- |
| 熊谷康信 | 47   | 無所属   | 新     | 15,995.204票 | 44.73% | -          |
| 熊谷盛広 | 74   | 無所属   | 現     | 12,846.795票 | 35.96% | -          |
| 永島順子 | 70   | 無所属   | 新     | 5,609票      | 15.70% | -          |
| 吉田裕   | 76   | 無所属   | 新     | 1,274票      | 3.57%  | -          |

4月29日に就任した。

## 政策
前市長の熊谷盛廣が掲げていた地域交流センターの建設計画を白紙撤回し、市民病院の改革を目指している。